# Fort Beaufort
Fort Beaufort is een plaats in de Zuid-Afrikaanse provincie Oost-Kaap.
Fort Beaufort telt ongeveer 26.000 inwoners.

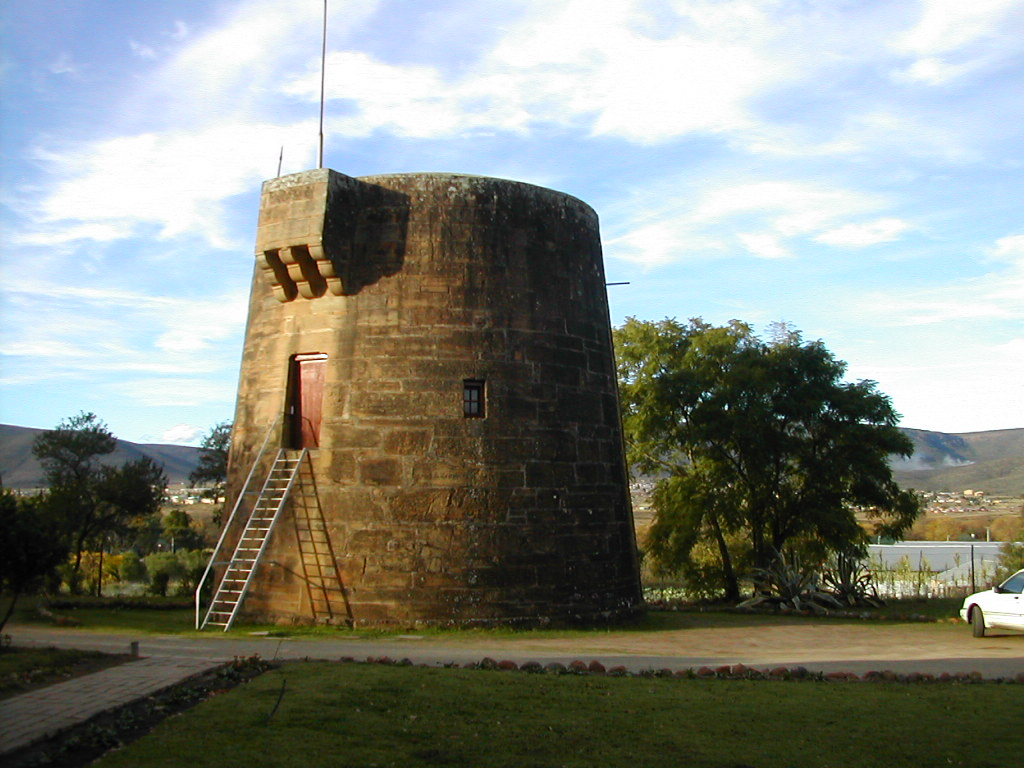
Martellotoren

## Subplaatsen
Het nationaal instituut voor de statistiek, Stats SA, deelt sinds de census 2011 deze hoofdplaats in in 12 zogenaamde subplaatsen (sub place), waarvan de grootste zijn:
Hillside • Newtown • Tinis.